# Strata-Dome

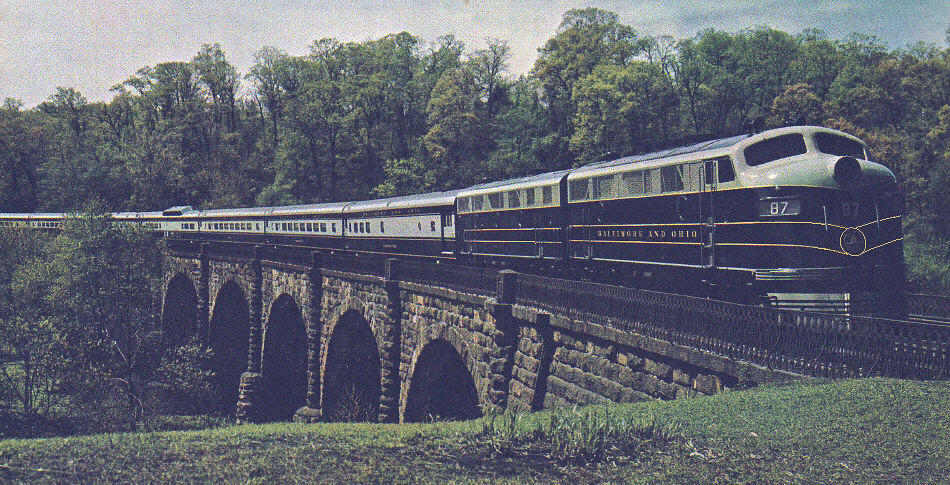
Der B&O Columbian Strata-Dome ist der vierte Wagen dieses Zuges auf dem Thomas Viaduct, 1949

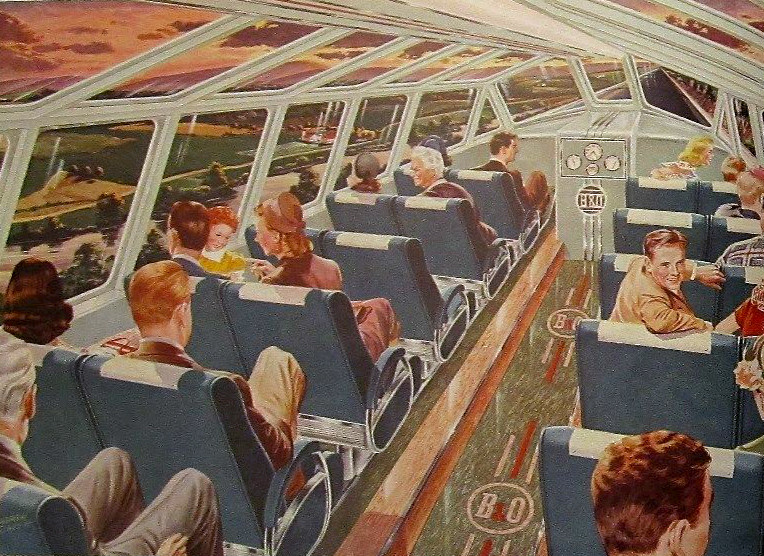
Inneneinrichtung von einem von Pullman gebauten Strata-Dome mit der Instrumententafel

Strata-Dome hieß eine Flotte von fünf stromlinienförmigen Aussichtswagen der Baltimore and Ohio Railroad ("B&O").

## Design
Die ersten beiden Strata-Domes wurden von Pullman-Standard gebaut. Die Aussichtskuppel bot 24 Sitzplätze, und auf der unteren Ebene gab es zwei Lounges und ein Großraumabteil mit 42 Sitzplätzen. Um das kleine Lichtraumprofil der östlichen USA befahren zu können, ragte die Aussichtskuppel nur 530 mm (21 Zoll) anstatt wie bei anderen Aussichtswagen 710 mm (28 Zoll) über das Wagendach hinaus.: S. 39 Die Wagen trugen die Nummern 5550 und 5551 und hatten die Namen High Dome und Sky Dome.: S. 54 Vorne gab es eine Instrumententafel mit Tacho, Uhr, Höhenmesser und Barometer.: S. 145
Im Dezember 1950 akquirierte B&O drei Strata-Dome-Schlafwagen von der Chesapeake and Ohio Railway (C&O). Die Budd Company hatte diese drei Wagen für die Chessie-Züge gebaut. Ein Luxuswagon für die Strecke Washington, D.C.–Cincinnati wurde vor der Inbetriebnahme abbestellt. Jeder dieser Wagen hatte 24 Sitzplätze in der Aussichtskuppel. Die B&O-Nummern waren 7600, 7601 und 7602 mit den Namen Moonlight Dome, Starlight Dome und Sunlight Dome.: S. 55
Im Jahr 1952 installierte B&O Flutlicht-Scheinwerfer auf den Strata-Domes, so dass die Passagiere die vorbeiziehende Landschaft auch bei Nacht betrachten konnten.

## Geschichte
Die zwei originalen Strata-Domes wurden am 5. Mai 1949 in den neuen Columbian-Zügen in Betrieb genommen.: S. 39 Sie waren an der Ostküste die ersten Aussichtswagen in regulärem Einsatz.: S. 199 B&O verwendete die akquirierten C&O Aussichts-Schlafwagen im Capitol-Limited-Zug und dem Shenandoah-Zug.: S. 55 Zeitgenössische Werbeschriften nannten die Aussichtswagen einheitlich "Strata-Dome", obwohl die Wagen von unterschiedlichen Herstellern gebaut worden waren.: S. 56
In den 1960er Jahren vermietete B&O die von Budd hergestellten Wagen gelegentlich an andere Eisenbahnlinien, einschließlich der Atlantic Coast Line Railroad, Canadian National Railway und Seaboard Coast Line Railroad. Die Atlantic Coast Line nutzte diese Aussichtswagen in den Florida-Special-Zügen, aber wegen der kleinen Tunnel in Washington State nur auf der Strecke von Richmond (Virginia) nach Miami (Florida). Sie waren die ersten Aussichtswagen auf der Florida-Route. Die Seaboard-Coast-Line, der Nachfolger der Atlantic-Coast-Line, kaufte die drei Aussichtswagen September 1969 zusammen mit 8 weiteren konventionellen Schlafwagen von B&O und verwendete die Aussichtswagen wieder in den Florida-Special-Zügen.: S. 83
B&O baute zwei Aussichtswagen um, so dass sie eine Snack-Bar im unteren Geschoss hatten. Sie wurden unter anderem im Cincinnatian-Zug eingesetzt. Der High Dome wurde blau lackiert und mit "American Railroads 1869–1969" beschriftet, um 1969 beim Golden Spike Centennial Limited die Hundertjahrfeier der ersten transkontinentalen Eisenbahnlinie zu zelebrieren. Beide Wagen wurden schließlich auf der letzten Fahrt der Capitol-Limited-Züge am 30. April 1971 eingesetzt. Diese Züge wurden mit der Gründung von Amtrak außer Betrieb genommen.
Amtrak akquirierte alle 5 Aussichtswagen und verwendete sie bis in die 1970er Jahre. High Dome wurde 1975 beschädigt und 1980 verschrottet. Amtrak nahm den letzten Aussichtswagen, Starlight Dome, im Oktober 1981 außer Betrieb. Die vier anderen Aussichtswagen sind heute in Privatbesitz.: S. 159–162